# Quercetina
La quercetina es un flavonol que se encuentra presente generalmente como O - glicósidos en altas concentraciones tanto en frutas como en verduras en especial en la cebolla. Es el flavonoide más abundante y habitual en la dieta humana. Forma parte de otros flavonoides, como la naringenina o la rutina, que tienen grupos de azúcar unidos a ella. Por ejemplo, algunas clases de cebolla (como la roja) contienen tanta quercetina que el compuesto representa el 10% de su peso seco. Otros alimentos con niveles elevados de quercetina son las manzanas, las uvas, el brócoli o el té. Fue descubierta por J. Rigaud en el año 1854.
Se han realizado distintos experimentos in vitro sobre las propiedades biológicas de esta substancia. Por ejemplo, un estudio realizado con células en cultivo mostró que la quercetina y el resveratrol combinados inhiben la producción de células adiposas
. La quercetina podría interferir en la adhesión del virus sincitial respiratorio humano

## Distribución
La quercetina es un flavonoide ampliamente distribuido en la naturaleza. [2] El nombre se ha usado desde 1857, y se deriva del quercetum (bosque de robles), después Quercus".
La quercetina es uno de los flavonoides dietéticos más abundantes, [2] [6] con un consumo diario promedio de 25 a 50 miligramos . [7]
| Alimentos             | Quercetina (mg/100g) |
| --------------------- | -------------------- |
| alcaparras, crudas    | 234                  |
| alcaparras, enlatadas | 173                  |
| dock like sorrel      | 86                   |
| rábano hojas          | 70                   |
| algarrobo fibra       | 58                   |
| eneldo                | 55                   |
| cilantro              | 53                   |
| Hungarian wax pepper  | 51                   |
| hinojo hojas          | 49                   |
| cebolla morada        | 32                   |
| achicoria             | 32                   |
| berro                 | 30                   |
| kale                  | 23                   |
| aronia                | 19                   |
| arándano negro        | 18                   |
| arándano rojo         | 15                   |
| lingonberry           | 13                   |
| murta                 | 13                   |
| calafate              | 13                   |
| maqui                 | 13                   |
| ciruela               | 12                   |

En las cebollas rojas, las concentraciones más altas de quercetina ocurren en los anillos (aros) más externos y en la parte más cercana a la raíz, siendo esta última la parte de la planta con la concentración más alta. Un estudio encontró que los tomates cultivados orgánicamente tenían un 79% más de quercetina que la fruta no cultivada orgánicamente. La quercetina está presente en varios tipos de miel producida a partir de diferentes fuentes vegetales.

## Metabolismo
En las plantas, la quercetina se encuentra unida a azúcares, formando glucósidos hidrofílicos muy difíciles de absorber. Estos últimos son hidrolizados en el intestino delgado. Así, tras la hidrólisis, la quercetina aglicada es absorbida eficientemente.